# ميشيل رويز
ميشيل رويز (بالإنجليزية: Michele Ruiz)‏ هي صحفية أمريكية، ولدت في 8 أبريل 1967 في لوس أنجلوس في الولايات المتحدة.

## وصلات خارجية
- الموقع الرسمي
- ميشيل رويز على موقع IMDb (الإنجليزية)